# Ambositracris
Ambositracris is een geslacht van rechtvleugeligen uit de familie Pyrgomorphidae. De wetenschappelijke naam van dit geslacht is voor het eerst geldig gepubliceerd in 1963 door Dirsh.

## Soorten
Het geslacht Ambositracris omvat de volgende soorten:
- Ambositracris morati Kevan, Akbar & Chang, 1971
- Ambositracris ornata Dirsh, 1963
- Ambositracris vittata Kevan, Akbar & Singh, 1964